# Endeis meridionalis
Endeis meridionalis is een zeespin uit de familie Endeidae. De soort behoort tot het geslacht Endeis. Endeis meridionalis werd in 1879 voor het eerst wetenschappelijk beschreven door Böhm. 